# 小原鈴子
小原 鈴子（おばら すずこ、1891年12月30日 - 1976年4月12日）は、日本のプロテスタントの牧師。淀橋教会第4代牧師小原十三司の妻。文筆家としてのペンネームは「クララ」。

## 生涯
- 1891年 - 清水徳川家の当主徳川篤守の四女として東京市赤坂区氷川町で生まれる。
- 笹尾鉄三郎に出会い回心をする。
- 1913年6月 - 東洋宣教会聖書学院（通称柏木聖書学院）に入学した。5月に中田重治から受洗する
- 1915年 - 小原十三司と結婚する。平民の小原と結婚するために、家老の家柄である菅野鋭の養女になる。
- 1942年6月26日 - ホーリネス教会に対する弾圧事件の際、夫が逮捕勾留される。夫の代理として、残務整理委員として投獄された牧師家族援助に努める。
- 1976年 - 日本基督教団ホーリネスの群淀橋教会の正教師として現職のまま死去する。

## 著書
- (クララ名義)『かくれし力』、日本基督教団出版部、1953年
- 『泉あるところ』